# نيل بيلي
نيل بيلي (بالإنجليزية: Neil Bailey)‏ (26 سبتمبر 1958 بويغان في المملكة المتحدة - ) هو لاعب كرة قدم بريطاني في مركز الوسط. لعب مع ستوكبورت كونتي ونادي بلاكبول ونيوبورت كونتي وويغان أتلتيك.

## وصلات خارجية
- نيل بيلي على موقع قاعدة بيانات كرة القدم.إي يو (الإنجليزية)
- نيل بيلي على موقع Soccerbase.com (لاعب) (الإنجليزية)